# Liste der Präsidenten der Kirche Jesu Christi der Heiligen der Letzten Tage
Der Präsident der Kirche Jesu Christi der Heiligen der Letzten Tage steht an der Spitze der Organisation dieser Kirche. Ihm zur Seite stehen mindestens zwei Ratgeber und bilden mit ihm die Erste Präsidentschaft. Von den zu den Mormonen gezählten Mitgliedern der Kirche Jesu Christi der Heiligen der Letzten Tage wird der Präsident als Prophet, Seher und Offenbarer und Sprachrohr Gottes betrachtet. Er amtiert auf Lebenszeit. 

## Liste der Präsidenten
|    | Bild                                                                                | Präsident                                                                           | Geburtsdatum                                                                        | als Präsident eingesetzt                                                            | Sterbedatum                                                                         | Amtszeit                        |
| -- | ----------------------------------------------------------------------------------- | ----------------------------------------------------------------------------------- | ----------------------------------------------------------------------------------- | ----------------------------------------------------------------------------------- | ----------------------------------------------------------------------------------- | ------------------------------- |
| 1  |                                                                                     | Joseph Smith                                                                        | 23. Dezember 1805                                                                   | 6. April 1830                                                                       | 27. Juni 1844                                                                       | 14 Jahre                        |
|    | Kirche geleitet von Brigham Young als Präsident des Kollegiums der Zwölf Apostel    | Kirche geleitet von Brigham Young als Präsident des Kollegiums der Zwölf Apostel    | Kirche geleitet von Brigham Young als Präsident des Kollegiums der Zwölf Apostel    | Kirche geleitet von Brigham Young als Präsident des Kollegiums der Zwölf Apostel    | Kirche geleitet von Brigham Young als Präsident des Kollegiums der Zwölf Apostel    | ungefähr 3 Jahre                |
| 2  |                                                                                     | Brigham Young                                                                       | 1. Juni 1801                                                                        | 27. Dezember 1847                                                                   | 29. August 1877                                                                     | 30 Jahre                        |
|    | Kirche geleitet von John Taylor als Präsident des Kollegiums der Zwölf Apostel      | Kirche geleitet von John Taylor als Präsident des Kollegiums der Zwölf Apostel      | Kirche geleitet von John Taylor als Präsident des Kollegiums der Zwölf Apostel      | Kirche geleitet von John Taylor als Präsident des Kollegiums der Zwölf Apostel      | Kirche geleitet von John Taylor als Präsident des Kollegiums der Zwölf Apostel      | ungefähr 3 Jahre                |
| 3  |                                                                                     | John Taylor                                                                         | 1. November 1808                                                                    | 10. Oktober 1880                                                                    | 25. Juli 1887                                                                       | 7 Jahre                         |
|    | Kirche geleitet von Wilford Woodruff als Präsident des Kollegiums der Zwölf Apostel | Kirche geleitet von Wilford Woodruff als Präsident des Kollegiums der Zwölf Apostel | Kirche geleitet von Wilford Woodruff als Präsident des Kollegiums der Zwölf Apostel | Kirche geleitet von Wilford Woodruff als Präsident des Kollegiums der Zwölf Apostel | Kirche geleitet von Wilford Woodruff als Präsident des Kollegiums der Zwölf Apostel | über 2 Jahre                    |
| 4  |                                                                                     | Wilford Woodruff                                                                    | 1. März 1807                                                                        | 7. April 1889                                                                       | 2. September 1898                                                                   | 9 Jahre                         |
| 5  |                                                                                     | Lorenzo Snow                                                                        | 3. April 1814                                                                       | 13. September 1898                                                                  | 10. Oktober 1901                                                                    | 3 Jahre                         |
| 6  |                                                                                     | Joseph F. Smith                                                                     | 13. November 1838                                                                   | 17. Oktober 1901                                                                    | 19. November 1918                                                                   | 17 Jahre                        |
| 7  |                                                                                     | Heber J. Grant                                                                      | 22. November 1856                                                                   | 23. November 1918                                                                   | 14. Mai 1945                                                                        | 26 Jahre                        |
| 8  |                                                                                     | George Albert Smith                                                                 | 4. April 1870                                                                       | 21. Mai 1945                                                                        | 4. April 1951                                                                       | 6 Jahre                         |
| 9  |                                                                                     | David O. McKay                                                                      | 8. September 1873                                                                   | 9. April 1951                                                                       | 18. Januar 1970                                                                     | 19 Jahre                        |
| 10 |                                                                                     | Joseph Fielding Smith                                                               | 19. Juli 1876                                                                       | 23. Januar 1970                                                                     | 2. Juli 1972                                                                        | 2 Jahre                         |
| 11 |                                                                                     | Harold B. Lee                                                                       | 28. März 1899                                                                       | 7. Juli 1972                                                                        | 26. Dezember 1973                                                                   | 18 Monate                       |
| 12 |                                                                                     | Spencer W. Kimball                                                                  | 28. März 1895                                                                       | 30. Dezember 1973                                                                   | 5. November 1985                                                                    | 12 Jahre                        |
| 13 |                                                                                     | Ezra Taft Benson                                                                    | 4. August 1899                                                                      | 10. November 1985                                                                   | 30. Mai 1994                                                                        | 9 Jahre                         |
| 14 |                                                                                     | Howard W. Hunter                                                                    | 14. November 1907                                                                   | 5. Juni 1994                                                                        | 3. März 1995                                                                        | 9 Monate                        |
| 15 |                                                                                     | Gordon B. Hinckley                                                                  | 23. Juni 1910                                                                       | 12. März 1995                                                                       | 27. Januar 2008                                                                     | 13 Jahre                        |
| 16 |                                                                                     | Thomas S. Monson                                                                    | 21. August 1927                                                                     | 3. Februar 2008                                                                     | 2. Januar 2018                                                                      | 10 Jahre                        |
| 17 |                                                                                     | Russell M. Nelson                                                                   | 9. September 1924                                                                   | 14. Januar 2018                                                                     | amtierend                                                                           | 7 Jahre und 42 Tage (dauert an) |